# العلاقات بين روسيا وحماس
تقيم روسيا علاقات دبلوماسية مع الجناح السياسي لحركة حماس، التي تحكم قطاع غزة. لم تصنف روسيا حماس كمنظمة إرهابية، على الرغم من أنها أدانت هجمات حماس باعتبارها "إرهابًا. كما حافظت روسيا على علاقاتها مع إسرائيل.

## التاريخ

### علاقات ما بعد الاتحاد السوفيتي مباشرة

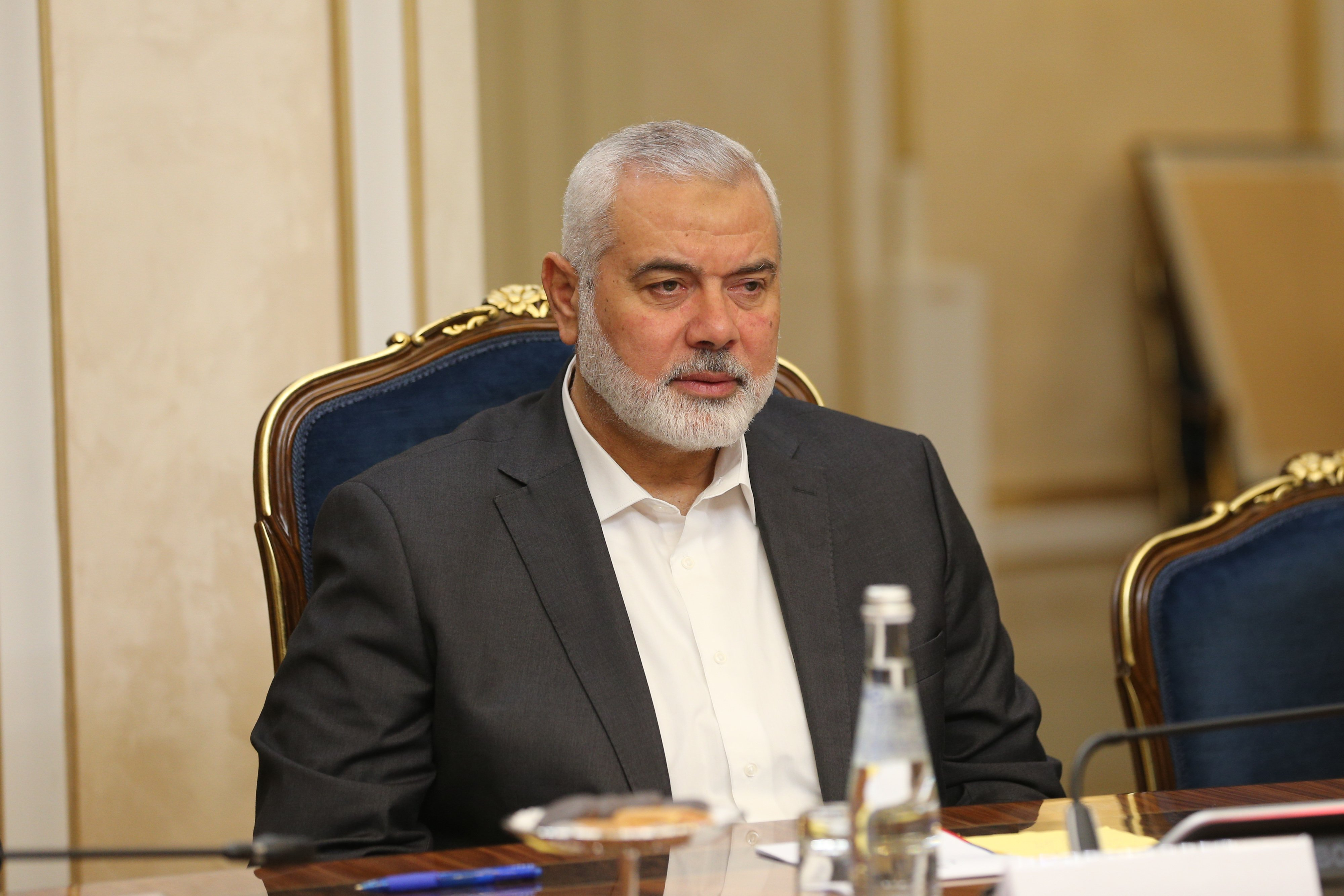
زعيم حماس إسماعيل هنية في لقاء مع مسؤولين روس في موسكو عام 2022

بعد انهيار الاتحاد السوفييتي عام 1991، قامت روسيا بتحسين علاقاتها مع إسرائيل بشكل كبير. طوال التسعينيات والعقد الأول من القرن الحادي والعشرين، أدانت الحكومة الروسية بانتظام هجمات حماس، مثل تفجيرات حافلات بئر السبع عام 2004 التي أسفرت عن مقتل 17 شخصًا. ومع ذلك، لم تصنف روسيا حماس أبدًا كمنظمة إرهابية كما فعلت مع طالبان  وجمهورية إشكيريا الشيشانية . وفي عام 2005، أكد نائب وزير الخارجية الروسي ميخائيل بوغدانوف من جديد على موقف روسيا بأن روسيا لا تعتبر حماس جماعة إرهابية وقال بأنها «جزء لا يتجزأ من المجتمع الفلسطيني».

### سيطرة حماس على غزة
تحسنت العلاقات بشكل حاد بعد الانتخابات التشريعية الفلسطينية عام 2006 في 26 يناير 2006. في مؤتمره الصحفي السنوي في 31 يناير، بعد انتصار حماس، أكد الرئيس الروسي فلاديمير بوتين أن روسيا لم تسمي حماس أبدًا جماعة إرهابية، مضيفًا أن روسيا «لا توافق ولا تدعم كل ما تفعله حماس».  وكان بوتين من بين أوائل زعماء العالم الذين هنأوا الجماعة المسلحة على فوزهم في الانتخابات.
منذ عام 2006، تعقد اجتماعات منتظمة بين المكتب السياسي لحماس وكبار المسؤولين في وزارة الخارجية الروسية. تمت استضافة خالد مشعل، الزعيم السياسي لحركة حماس آنذاك، في زيارة رسمية إلى موسكو في مارس 2006.  وفي العام التالي في 2007، استضاف بوتين مشعل في موسكو. وأشاد مشعل ببوتين \لشجاعته ورجولته.  وفي عام 2020، التقى الرئيس الروسي دميتري ميدفيديف بمشعل.

### طوفان الأقصى - 2023
خلال الحرب بين إسرائيل وحماس عام 2023، أدانت روسيا عملية طوفان الأقصى وردّ إسرائيل. وحافظت روسيا على علاقاتها مع الطرفين وقدمت نفسها كوسيط محتمل.
بعد عملية طوفان الأقصى في 7 أكتوبر، والذي أدت إلى اندلاع الحرب، أدانت روسيا الهجوم ووصفته بأنه "إرهاب". أرسل بوتين تعازيه لأسر القتلى الإسرائيليين، وقال: «إن لإسرائيل الحق في الدفاع عن نفسها»، واصفًا هجوم حماس بأنه «غير مسبوق في قسوته».  كما أدان القصف الإسرائيلي اللاحق لغزة، ودعا إلى حل الدولتين لحل الصراع. وأدان دبلوماسيون روس في الأمم المتحدة في وقت لاحق هجوم حماس على إسرائيل والقصف الإسرائيلي للأحياء المدنية في غزة. ومع ذلك، صوتت روسيا ضد قرار يدين حماس في الجمعية العامة للأمم المتحدة .
وقال بعض المعلقين إن روسيا أصبحت أقرب إلى حماس وأصبحت أكثر عداءً لإسرائيل. وفقًا لصحيفة نيويورك تايمز ، نشرت وسائل الإعلام الحكومية الروسية ومنصات التواصل الاجتماعي الرائدة دعم حماس وشوهت سمعة إسرائيل وحليفتها الرئيسية الولايات المتحدة، وقال بوتين إن الحرب تظهر «فشل السياسة الأمريكية في الشرق الأوسط». وفي 14 أكتوبر، شكرت حماس بوتين على «موقفه فيما يتعلق بالعدوان الصهيوني المستمر ضد شعبنا». في 26 أكتوبر، استضافت موسكو وفدًا سياسيًا من حماس، برئاسة موسى أبو مرزوق، وهو ما أدانته إسرائيل ووصفته بأنه «خطوة تستحق الشجب وتعطي دعمًا للإرهاب وتضفي الشرعية على الأعمال المروعة التي يقوم بها إرهابيو حماس».  وسط أزمة الرهائن في الحرب، أطلقت حماس سراح مواطنين روسيين إسرائيليين مختطفين. ووصفت حماس هذه التصرفات بأنها بادرة تقدير لدعم روسيا للقضية الفلسطينية.
في ديسمبر 2023، قال وزير الخارجية الروسي سيرغي لافروف إن أهداف إسرائيل المعلنة في غزوها لغزة كانت مماثلة لأهداف روسيا المعلنة في غزوها لأوكرانيا .